# جادوی سیاه (ترانه)
جادوی سیاه (انگلیسی: Black Magic) آهنگی است که توسط گروه دخترانه بریتانیایی لیتل میکس ضبط شده است که در ۲۱ مه ۲۰۱۵ از طریق سایکو میوزیک و کلمبیا رکوردز به‌عنوان تک‌آهنگ اصلی سومین آلبوم استودیویی آن‌ها به نام عجیب شدن (۲۰۱۵) منتشر شد. این تک‌آهنگ پس از انتشار مورد تحسین منتقدان موسیقی قرار گرفت، آن‌ها این موزیک را به‌دلیل صدای جذاب و سرعت باحال آن تحسین کردند و با آهنگ‌های اولین آلبوم آن‌ها، دی‌ان‌ای (۲۰۱۲) مقایسه شد.